# 14 Dywizja Flak
14 Dywizja Flak (niem. 14. Flak-Division) – niemiecka dywizja artylerii przeciwlotniczej z okresu II wojny światowej.
Jednostkę utworzono w lipcu 1942 r. w Lipsku w celu zluzowania 2 Dywizji Flak skierowanej na front wschodni. Jej zadaniem było zapewnienie obrony przeciwlotniczej rejonowi Halle - Leipzig - Zeitz. Po wejściu Armii Czerwonej na teren Niemiec część pododdziałów dywizji brała udział w obronie Halle, Lipska i Dessau. Sztab i nieliczne oddziały zmotoryzowane skierowano do Meklemburgii (Hagenow, Schwerin), gdzie zastał je koniec wojny.

## Skład bojowy dywizji (1944)
- 33 pułk Flak (Flak-Regiment 33 (Flakgruppe Halle-Leuna))
- 90 pułk Flak (Flak-Regiment 90 (Flakgruppe Leipzig))
- 120 pułk Flak (Flak-Regiment 120 (Flakgruppe Böhlen-Zeitz))
- 138 pułk Flak (Flak-Regiment 138 (Flakgruppe Dresden))
- 140 pułk Flak (Flak-Regiment 140 (Flakgruppe Thüringen))
- 73 pułk  reflektorów Flak (Flakscheinwerfer-Regiment 73 (Flakscheinwerfergruppe Leipzig))
- 134 lotniczy batalion łączności (Luftnachrichten-Abteilung 134)

## Dowódcy dywizji
- Generalleutnant Walter Feyerabend (od 2 lutego 1942)
- Generalleutnant Rudolf Schulze (od 1 grudnia 1942)
- Generalmajor Adolf Gerlach (od 15 maja 1944)
- Oberst Max Hecht (w maju 1944)
- Generalmajor Adolf Gerlach (ponownie w maju 1944)
- Oberst Müller (w 1945)